# Orvosi zilíz
Az orvosi zilíz vagy fehérmályva (Althaea officinalis) a mályvavirágúak (Malvales) rendjébe és a mályvafélék (Malvaceae) családjába tartozó faj, eurázsiai flóraelem, de Észak-Afrikában és Észak-Amerikában is él. 
Magyarországon honos, nedves területeken illetve szikeseken is megtalálható.
Már Nagy Károly is érdemesnek tartotta a termesztésre, a 9. századtól pedig minden kolostor kertjében helyet kapott.

## Leírása
Évelő növény. Gyökértörzséből fejlődnek az egyszerű vagy elágazó, 10–30 cm hosszú, kívül szürkés, belül fehér, 2–3 cm vastag gyökerek. 
Szára 80–120 cm magas, tövénél fásodó.
A levelek szórt állásúak, 3-5 karéjosak, bársonyosan szőrösek, szabálytalanul, durván fogazottak, szürkészöld színűek.
A virágok júliustól szeptemberig nyílnak, színük fehér vagy halvány rózsaszín.
Termése 15-20 cikkekre tagozódó szőrözött korong résztermésből áll (ún. papsajt termés).

## Hatóanyagai
Számos ország gyógyszerkönyvében szereplő drogjai a gyökér (Althaeae radix) és a levél (Althaeae folium). Termesztési technológiájának kidolgozásával a szabad állományokból való gyűjtés jelentősége csökkent.
A gyökér savanyú nyálkája poliszacharidokat, főleg galakturonramnánt tartalmaz. (A nyálkaanyag pentózokból, hexózokból és uronsavakból felépülő heteropoliszacharid.) Ezen kívül 30% keményítőt, flavonoid glikozidokat, tannin vegyületeket, és zsírosolajat tartalmaz.
A levelek és a virágok fő hatóanyaga szintén a nyálka és kis mennyiségű illóolaj.

## Felhasználása
A gyógyászatban leveleit, virágait és gyökerét használják. A nyákoldó, vízhajtó, és bőrnyugtató tulajdonságú leveleket nyáron gyűjtik. Főzetüket húgycsőgyulladás (urethritis)  és vesekövek kezelésére használják.
A késő ősszel gyűjtött gyökér bélbevonó (demulcens), vízhajtó (diuretikus), bőrnyugtató (emolliens) és sebgyógyító hatású. Főzetét általában emésztési és bőrproblémákra használják, főként a száj gyulladásai, gyomorhurut  (gastritis), gyomorfekély, bélhurut, bélgyulladás (enteritis) és a vastagbél krónikus gyulladásos betegsége (colitis) kezelésére. Növeli a tejelválasztást és nyugtatja a hörgőket (bronchus)okat.
A VIII. Magyar Gyógyszerkönyvben két hivatalos drogja szerepel:
| Orvosi zilíz levél  | Althaeae folium 1210 |
| Orvosi zilíz gyökér | Althaeae radix       |

Gyökerének gyógyszer szabadneve althea root, ATC-kódja R05CA05.

## Képgaléria

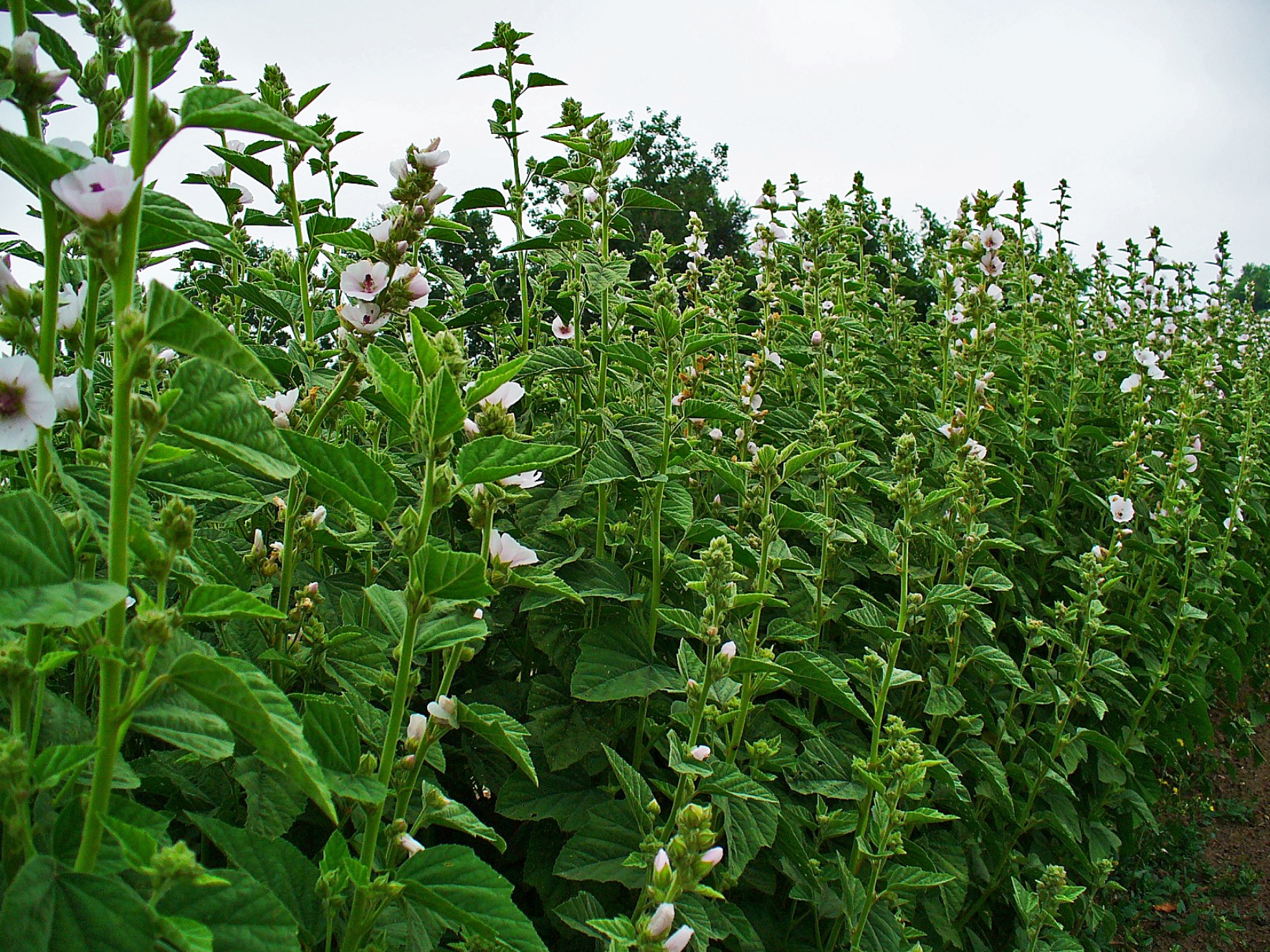
A növény
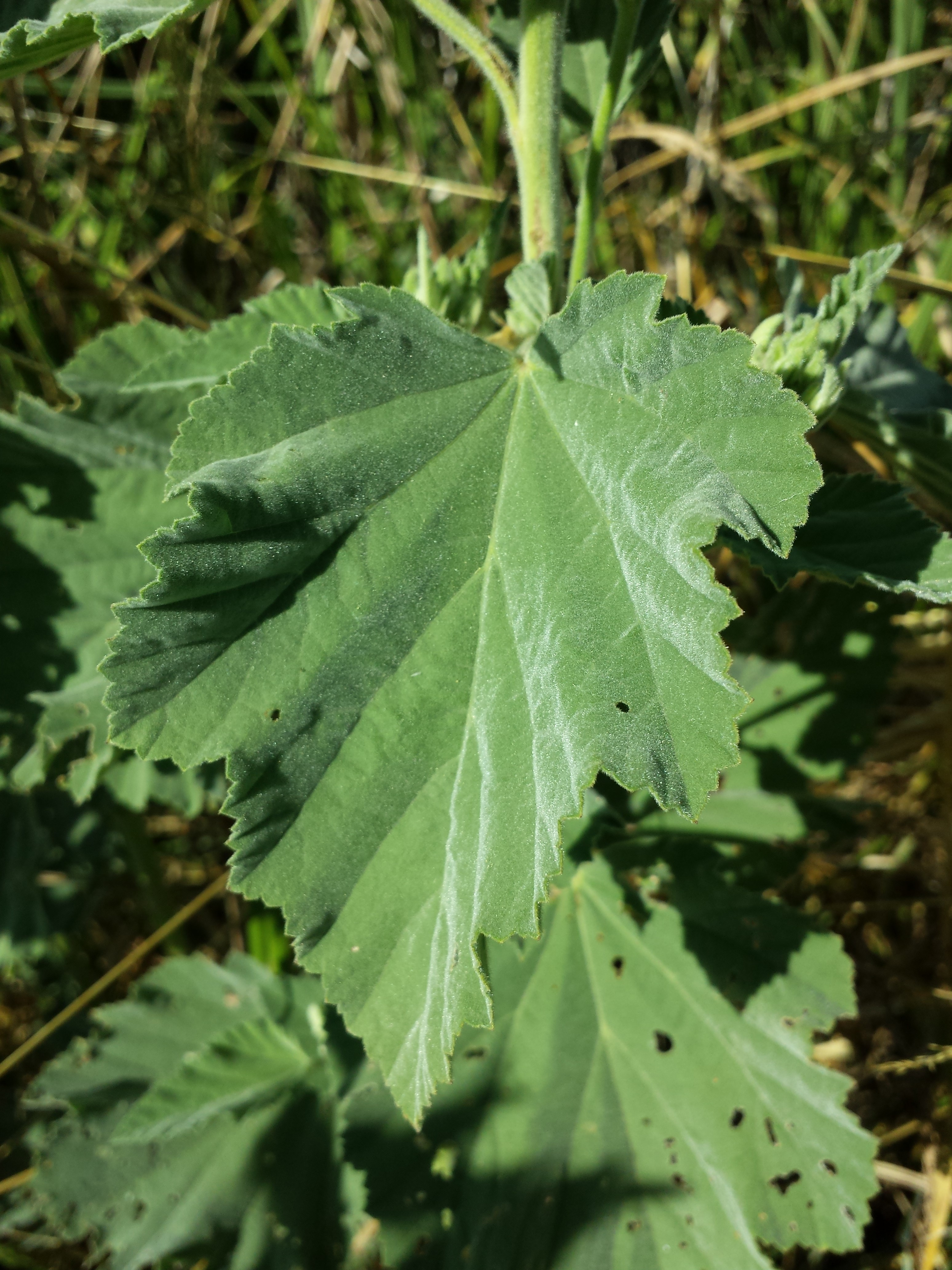
Levele
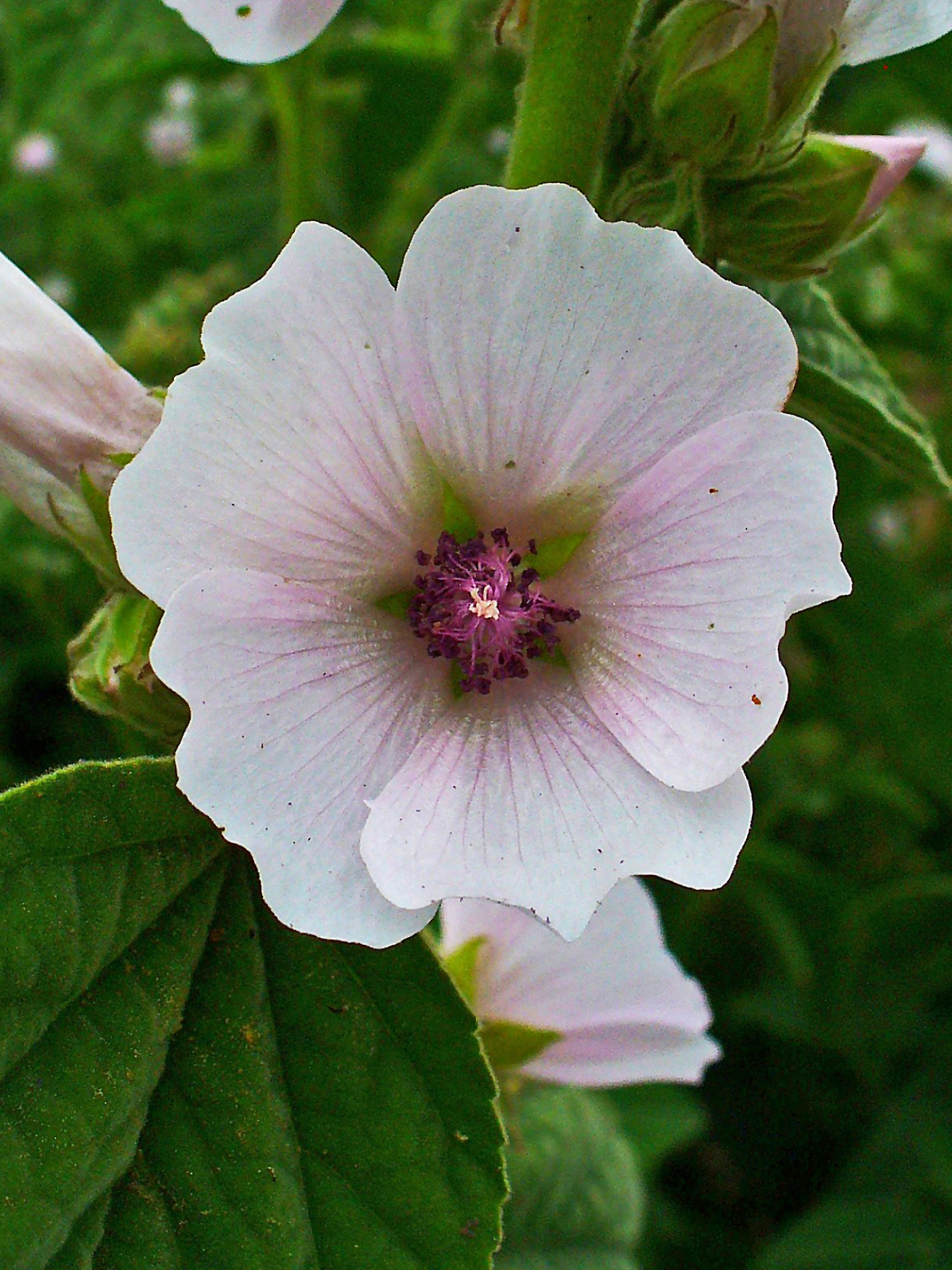
Virága